# Radioactive (film)
Radioactive è un film biografico del 2019 diretto da Marjane Satrapi.
La pellicola, basata sull'omonimo romanzo a fumetti di Lauren Redniss, racconta la storia di Marie Curie, interpretata da Rosamund Pike.

## Trama
Parigi, 1934. Marie Curie è una scienziata ormai conosciuta e acclamata in tutto il mondo. Tuttavia, stanca e da tempo malata, sviene nel laboratorio che dirige ed è condotta con urgenza in ospedale. Durante il tragitto ha una visione: ricorda il primo incontro con suo marito, Pierre Curie.
A questo punto, attraverso il ricorso al flashback, la storia ritorna al 1893: la protagonista, di origini polacche e nata "Maria Skłodowska", vive e lavora a Parigi ma, a causa dei suoi contrasti con il mondo accademico, non viene rispettata dai suoi compagni di corso perché donna, e viene persino mandata via dal laboratorio in cui svolge attività di ricerca.
Dopo aver fatto la conoscenza dello studioso Pierre Curie, tuttavia, la donna inizia a collaborare con lui e se ne innamora, accettando di diventare sua moglie. Ha inizio così un profondo sodalizio intellettuale e affettivo che porta i coniugi Curie alla scoperta di due nuovi elementi chimici (polonio e radio) e della radioattività, oltre che al concepimento della loro prima figlia.
I risultati delle ricerche condotte insieme alla moglie consentono a Pierre di ottenere finalmente una cattedra alla Sorbonne, mentre Marie rivela di essere nuovamente incinta. Nel frattempo, l'uso del radio si afferma sempre di più: con un salto temporale, la storia si sposta a Cleveland, nel 1957, mostrandoci il piccolo Peter, malato di tumore e curato con una tecnica innovativa che sfrutta le radiazioni.
Dopo la nascita della loro secondogenita, Pierre comunica a Marie che sono stati candidati al premio Nobel per la scoperta della radioattività. Per la verità, la menzione ufficiale riporta solo il nome di Pierre Curie, ma l'uomo afferma che, se mai vinceranno il premio, egli metterà in luce il ruolo di primo piano svolto dalla moglie. Lo scienziato, che inizia a essere affetto da una tosse persistente, mantiene dunque fede alla promessa fatta, tenendo un discorso in cui sottolinea non solo i meriti della moglie ma anche l'importanza di un uso corretto dei risultati della loro scoperta. Con un ennesimo salto temporale, la storia si sposta a Hiroshima, nel 1945, mostrando le immagini dell'attacco atomico che distrusse la città giapponese.
Nonostante abbia mantenuto l'impegno assunto, al suo ritorno da Stoccolma Pierre ha un'accesa discussione con Marie, che lo accusa di essersi preso tutti i meriti delle ricerche condotte insieme alla moglie, andando a ritirare da solo il premio. I coniugi si riappacificano dichiarandosi reciproco amore, ma poco tempo dopo Pierre muore in un incidente stradale. Marie, pur straziata dal dolore, accetta la cattedra lasciata dal marito all'università e nel frattempo prosegue nella sua attività di ricerca, mostrando a sua volta i segni di una malattia probabilmente connessa con l'esposizione al radio. A questo punto si inserisce un altro salto temporale: in Nevada, nel 1961, viene simulato un attacco atomico, a cui peraltro è possibile assistere a pagamento.
Marie, ormai stanca e molto provata, inizia una relazione con Paul Langevin, collega di lavoro suo e di Pierre, destando scalpore nell'opinione pubblica e finendo attaccata dalla moglie di lui, che la insulta e la schiaffeggia in strada. Benché la relazione con l'uomo si interrompa presto, Marie continua a essere perseguitata a lungo non solo per la libertà sessuale che ha mostrato, ma anche per la sua origine polacca. La donna, tuttavia, non si lascia demoralizzare e, nonostante le difficoltà, va avanti nell'attività di insegnamento e di ricerca. Ennesimo salto temporale: la storia si sposta a Černobyl', mostrando le immagini dell'disastro nucleare avvenuto nel 1986.
Per la sua scoperta del polonio e del radio, Marie viene insignita per la seconda volta del premio Nobel, che va personalmente a ritirare a Stoccolma insieme alla figlia maggiore, riscuotendo grande successo.
Pochi anni dopo in Europa scoppia la guerra e la scienziata conduce con caparbietà la sua ultima battaglia: chiede e ottiene che le ambulanze siano dotate di strumenti per effettuare radiografie, in modo da evitare inutili amputazioni di arti ai soldati feriti; propone inoltre di utilizzare ampolle di radon per arrestare le emorragie e salvare la vita a quanti più uomini possibile. La donna arriva addirittura a offrire in pegno i premi vinti, pur di vedere accettata la sua richiesta.
Dopo essere stata sui campi di guerra, Marie trova finalmente il coraggio di entrare in ospedale (in seguito alla morte di sua madre, avvenuta quando lei era soltanto una bambina, non ne era stata più capace) e, attraversando una delle corsie, si imbatte nei volti di coloro che, nel futuro, sarebbero caduti vittime della sua scoperta (tali volti sono stati già mostrati nei precedenti salti temporali). Tra gli ammalati la scienziata scorge ripetutamente anche il suo amato Pierre.
A questo punto si ritorna alla scena iniziale del film: ricoverata in ospedale, Marie immagina di rincontrare suo marito e di parlare con lui. I due coniugi sono consapevoli di aver compiuto insieme una scoperta rivoluzionaria; impossibilitati, tuttavia, a controllarne gli effetti, si augurano che il mondo sappia farne un uso giusto, facendo prevalere la luce sulle tenebre.

## Produzione

### Sviluppo
Già nel febbraio del 2017 è stato annunciato che Marjane Satrapi avrebbe diretto un film biografico sulla vita della scienziata Marie Curie, con StudioCanal e Working Title Films come case di produzione.

### Cast
A maggio, durante il Festival di Cannes 2017, Rosamund Pike è stata scelta per il ruolo della protagonista.
Anche il cast secondario del film è stato completato pochi giorni dopo, con l'ingaggio di Anya Taylor-Joy, nei panni della figlia della scienziata da adolescente, Sam Riley, Aneurin Barnard e Simon Russell Beale.

## Promozione
Il trailer è stato pubblicato il 13 settembre 2019.

## Distribuzione
Il film è stato presentato il 14 settembre 2019 al Toronto International Film Festival.
L'uscita nelle sale cinematografiche italiane, inizialmente prevista per il 12 marzo 2020, è stata posticipata a causa della pandemia di COVID-19; dal 24 luglio 2020 la pellicola viene distribuita direttamente nella piattaforma streaming Amazon Prime Video.